# دونالد هانسن
دونالد هانسن هو سياسي كندي، ولد في 28 أكتوبر 1924، وتوفي في 5 أبريل 1981. حزبياً، نشط في الرابطة التقدمية المحافظة في ألبرتا ‏. وقد انتخب عضو الجمعية التشريعية ألبرتا.